# Sophie Weißenberg
Sophie Weißenberg (* 24. September 1997 in Neubrandenburg, Mecklenburg-Vorpommern) ist eine deutsche Leichtathletin, die sich auf den Siebenkampf spezialisiert hat und auch in Einzeldisziplinen antritt.

## Berufsweg
2017 machte Weißenberg Abitur, bereiste von Oktober 2017 bis Januar 2018 Australien und nahm im Oktober 2019 ein Psychologiestudium auf.

## Sportliche Karriere
Zunächst war Weißenberg mit der Staffel ihres Vereins, dem SC Neubrandenburg, erfolgreich. 2012 wurde sie mit der 4-mal-100-Meter-Staffel Deutsche U18-Meisterin. Ein Jahr später lief die Staffel in fast unveränderter Zusammensetzung im Vorlauf als einzige mit 46,86 s unter 47 Sekunden. Im Finale kamen Weißenberg und ihre Mitstreiterinnen jedoch nur auf den 6. Platz, führten am Jahresende mit den 46,86 s jedoch die Jahresbestenliste der U18 an.
2014 erreichte Weißenberg im Fünfkampf der U18 mit 3850 Punkten den 4. Platz bei den Deutschen Hallenmehrkampfmeisterschaften.
2015 holte sie Bronze im Hochsprung bei den Deutschen U20-Meisterschaften und kam über 100 Meter auf den 6. Platz.
2016 wurde Weißenberg U20-Vizeweltmeisterin im Weitsprung und wenige Tage später Deutsche U20-Vizemeisterin über 100 Meter und im Weitsprung.
2017 kam sie im Weitsprung bei den Deutschen Hallenmeisterschaften der Aktiven auf den 8. Platz, machte ihr Abitur und errang im Weitsprung Platz 5 bei den Deutschen U23-Meisterschaften. Anschließend unternahm sie eine mehrmonatige Australienreise.
2018 lief Weißenberg nach ihrer Auszeit im Training zusammen mit ihrer Trainingskollegin richtungweisende 600 Meter. Von der gelaufenen Zeit war sie so beflügelt, dass sie zum Mehrkampf zurückfand, da der 800-Meter-Lauf neben dem Kugelstoßen und dem Speerwurf zu ihren schwächeren Disziplinen zählte. Weißenberg trat erstmals beim Mehrkampf im Nationaltrikot beim Thorpe Cup an und belegte mit persönlicher Bestleistung von 6165 Punkten prompt den 1. Platz. Zuvor war sie im Weitsprung Deutsche U23-Meisterin geworden und hatte über 100 Meter Hürden den 4. Platz errungen. Bei den Deutschen Meisterschaften hatte sie im Weitsprung Rang 7 erreicht.
2019 steigerte Weißenberg in Österreich beim Mehrkampfmeeting in Götzis, wo sie den achten Platz erreichte, ihre persönliche Bestleistung auf 6293 Punkte. Im Weitsprung wurde sie Deutsche U23-Meisterin und Mitte Juli U23-Vizeeuropameisterin im Siebenkampf. Anfang September musste Weißenberg die Saison wegen einer hartnäckigen Entzündung an der Ferse abbrechen und konnte nicht an den Weltmeisterschaften in Doha teilnehmen, zu denen sie der Deutsche Leichtathletik-Verband (DLV) trotz nicht erreichter Norm von 6300 Punkten mitnehmen wollte.
Bei den Weltmeisterschaften 2022 in Eugene musste sie nach drei ungültigen Versuchen im Weitsprung den Wettbewerb vorzeitig beenden. Ein Jahr darauf wurde sie bei den Weltmeisterschaften 2023 in Budapest mit neuer persönlicher Bestleistung von 6438 Siebte, 63 Punkte hinter dem Bronzerang.
Sophie Weißenberg ist im Olympiakader des Deutschen Leichtathletik-Verbandes (DLV). In der Saison 2024 strauchelte sie bei ihrem ersten Siebenkampf im Mai 2024 in Götzis im Hürdenlauf. Sie brach diesen Wettkampf, wie auch den bei den Europameisterschaften in Rom im Juni 2024, nach fünf Wettbewerben ab, um sich vor Verletzungen zu schützen. Bei den Olympischen Sommerspielen 2024 in Paris am 8. August 2024 stürzte sie beim Aufwärmen für den 100-Meter-Hürdenlauf und fiel mit Achillessehnenriss für den Siebenkampfwettbewerb aus.

## Vereinszugehörigkeiten
Weißenberg startet seit dem 1. Januar 2020 für den TSV Bayer 04 Leverkusen, zu dem sie vom SC Neubrandenburg kam.

## Persönliche Bestleistungen
(Stand: 8. August 2024) 
Halle
- Weitsprung: 6,24 m, Neubrandenburg, 4. Februar 2017
- Fünfkampf (U18): 3850 Punkte, Frankfurt-Kalbach, 1. Februar 2014

Freiluft
- 100 m Hürden: Götzis, 27. Mai 2023
- Hochsprung: 1,86 m, Budapest, 19. August 2023
- Kugelstoßen: 13,97 m, Budapest, 19. August 2023
- 200 m: 23, s, Götzis, 18. Mai 2024

- Weitsprung: 6,49 m, Mannheim, 26. Juni 2016 und Berlin, 26. Juni 2022
- Speerwurf 800 g: 47,73 m, Götzis, 18. Mai 2024
- 800 m: Budapest, 20. August 2023

- Siebenkampf (U18): 5320 Punkte, Bernhausen, 31. August 2018
- Siebenkampf: 6438 Punkte, Budapest, 20. August 2023

## Erfolge
national
- 2012: Deutsche U18-Meisterin (4 × 100 m)
- 2013: 6. Platz Deutsche U18-Meisterschaften (4 × 100 m)
- 2014: 4. Platz Deutsche Hallenmehrkampfmeisterschaften (Fünfkampf)
- 2015: 3. Platz Deutsche U20-Meisterschaften (Hochsprung)
- 2015: 6. Platz Deutsche U20-Meisterschaften (100 m)
- 2016: Deutsche U20-Vizemeisterin (100 m und Weitsprung)
- 2017: 8. Platz Deutsche Hallenmeisterschaften (Weitsprung)
- 2017: 5. Platz Deutsche U23-Meisterschaften (Weitsprung)
- 2018: Deutsche U23-Meisterin (Weitsprung)
- 2018: 4. Platz Deutsche U23-Meisterschaften (100 m Hürden)
- 2018: 7. Platz Deutsche Meisterschaften (Weitsprung)
- 2019: Deutsche U23-Meisterin (Weitsprung)
- 2019: 6. Platz Deutsche U23-Meisterschaften (100 m Hürden)

international
- 2016: U20-Vizeweltmeisterin (Weitsprung)
- 2018: 1. Platz Thorpe Cup (Siebenkampf)
- 2019: 8. Platz Mehrkampfmeeting Götzis (Siebenkampf)
- 2019: U23-Vizeeuropameisterin (Siebenkampf)
- 2023: 7. Platz Weltmeisterschaften (Siebenkampf)

## Privates
Mutter Heike zählte Anfang der 1990er Jahre zu den besten Mehrkämpferinnen Europas.